# Boccioleto
Boccioleto är en ort och kommun i provinsen Vercelli i regionen Piemonte, Italien. Kommunen hade 178 invånare (2018).